# Chalmont
Ne doit pas être confondu avec Montée de Chalemont.
Le Chalmont (en allemand :  Schalenberg ou Karlsberg) est une montagne du département des Vosges qui se trouve au-dessus des villages de Lièpvre et de La Vancelle. Sur le flanc gauche derrière ce sommet se trouve le village de Rombach-le-Franc. La montagne du Chalmont fait partie du ban de Lièpvre.

## Géographie
Le Chalmont est à une altitude de 702 mètres, et semble avoir fait partie des biens du prieuré de Lièpvre depuis l'époque de Charlemagne. Avant le Moyen Âge une grande partie de cette montagne était appelée le Charlemont.  Dans le dialecte vosgien des habitants de Lièpvre et de Rombach-le-Franc cette chaîne de montagne d'où descend un ruisseau appelé Le Chalmont était appelé le Chasnemont ou encore le Chânemont, devenu par corruption le Châlement d'où le Chalmont. Ce ruisseau est nommé dans une charte de Charlemagne de 774, l'Aetsinisbach. La forme « Aetsinis » semble être une déformation du germanique Aetsinis, qui pourrait se traduire par "ruisseau des chênes".
La montagne du Chalmont porte sur son sommet un belvédère naturel, un véritable siège ou Stuhl fait d'énormes blocs de grès dur qu'on dirait aplanis de la main de l'homme. Depuis ce sommet, on découvre du regard une grande partie de la vallée de la Lièpvrette, Lièpvre, Sainte-Croix-aux-Mines, Sainte-Marie-aux-Mines, le village de Rombach-le-Franc et au loin l'entrée du vallon de la Hingrie. De l'autre côté de la rivière de la Lièpvrette, se trouve la masse grandiose du Taennchel et le massif du Haut-Koenigsbourg. En marchant vers la partie est de la montagne en direction du haut de La Vancelle, on découvre la plaine d'Alsace et une superbe vue sur le château du Frankenbourg qui remonte, d'après certains chroniqueurs, à l'époque de Clovis ou Clovis Ier.

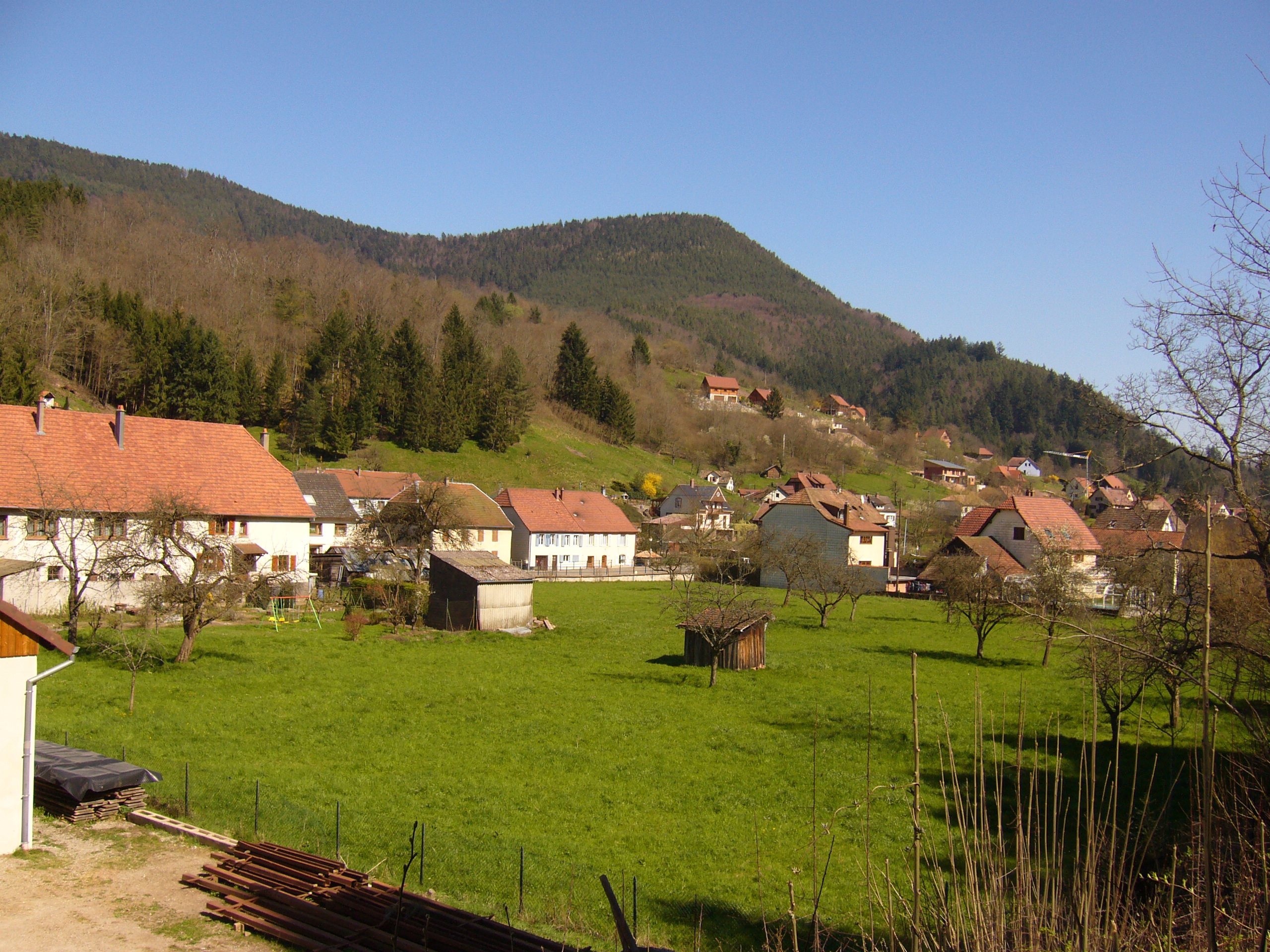
Le Chalmont vue depuis Rombach-le-Franc.
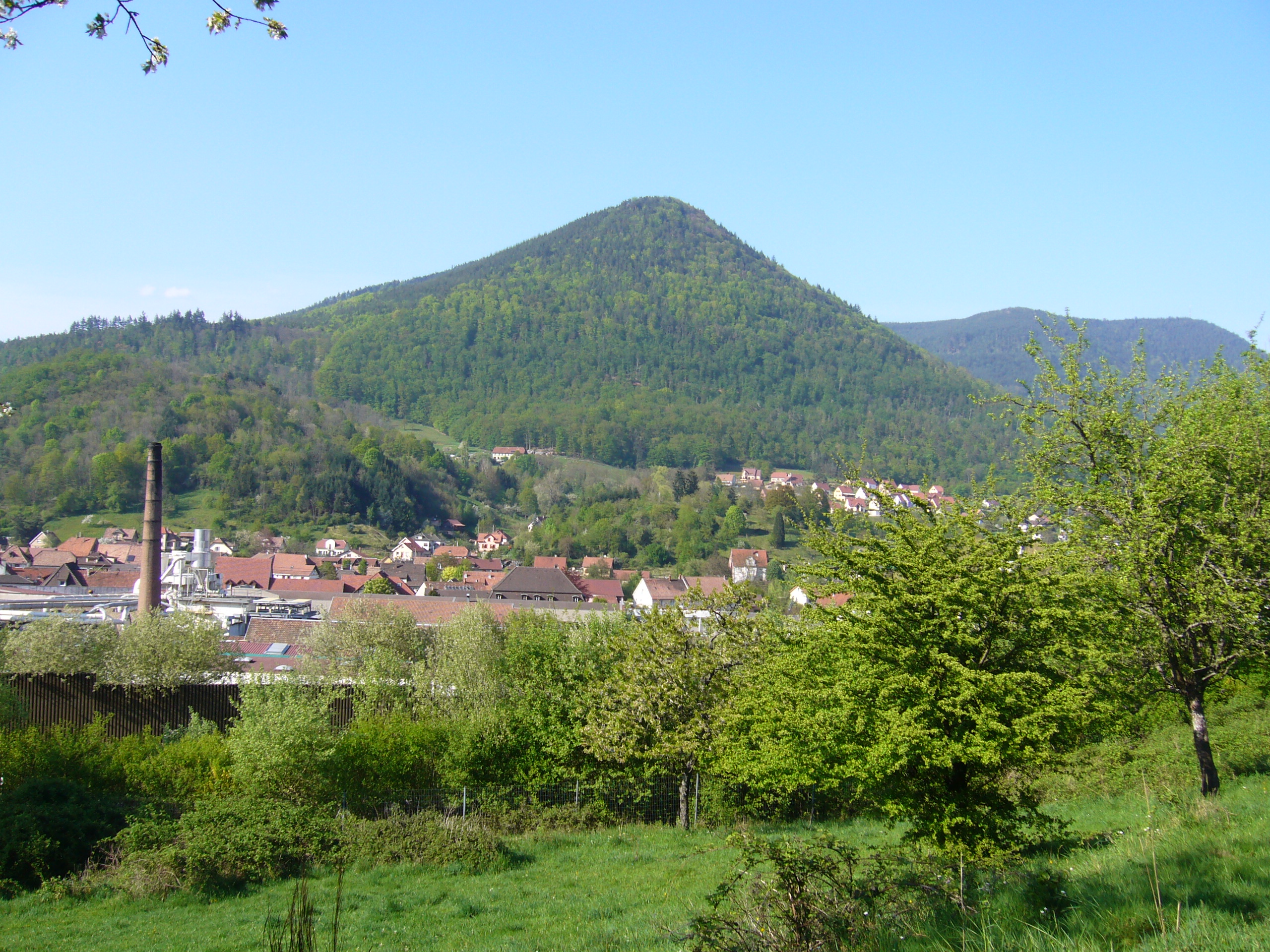
Le Chalmont depuis Lièpvre.

## Histoire

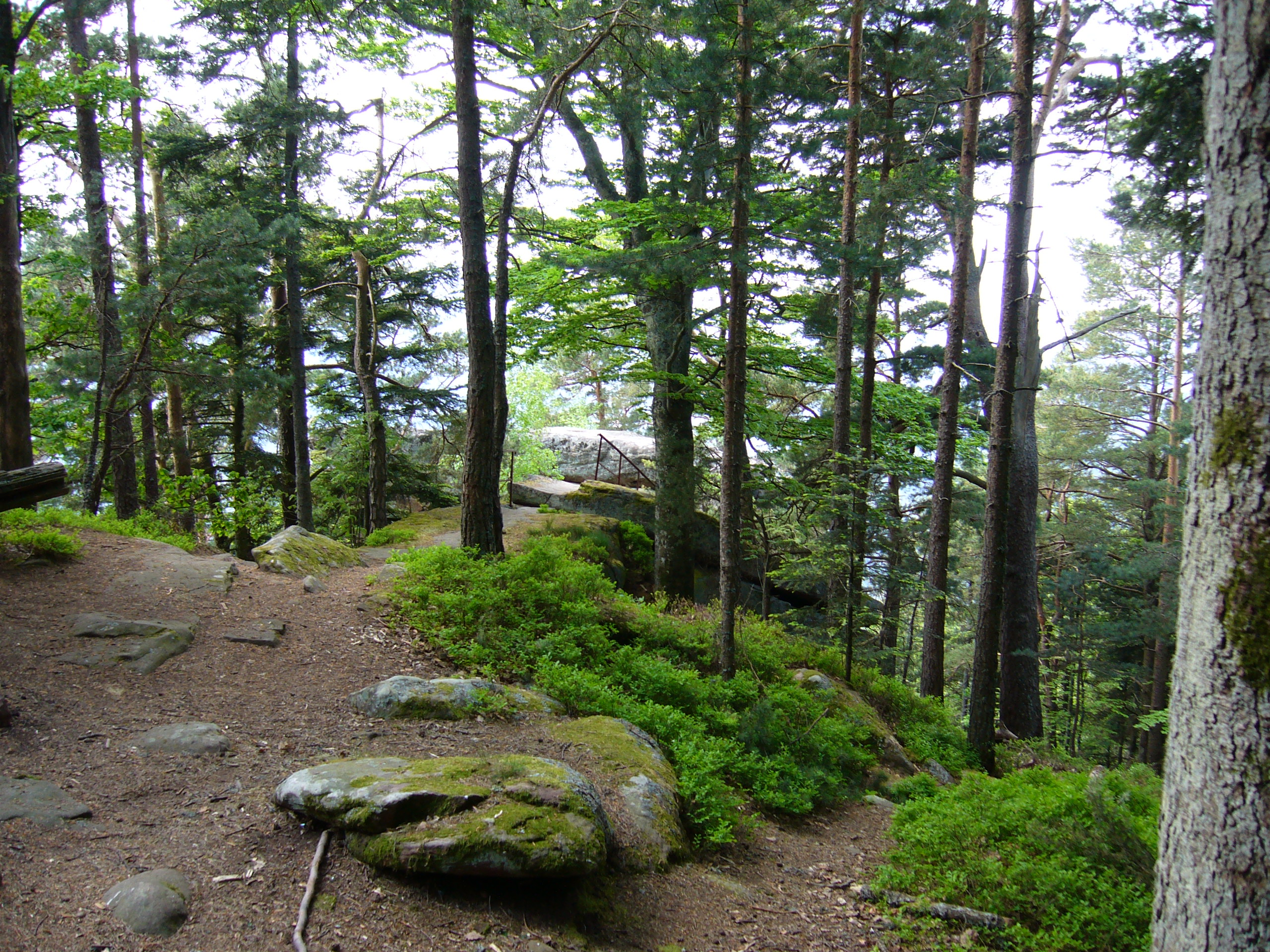
Sentier débouchant sur le sommet du Chalmont.

On pense que le sommet était couvert pendant très longtemps jusqu'en 1937 de chênes, d'où pendant longtemps le nom de Chânemont. Dans la charte de 774 rédigée du temps de Charlemagne, la montagne est appelée le Nannestol dont on croit découvrir le nom de Stol provenant de Stuhl, qui aurait été mal reproduit scripturairement par les anciens chroniqueurs. D'après l'abbé Grandidier auquel s'est rallié l'historien local Jules Degermann, Nannestol ne se serait pas appliqué à une montagne, mais à un lieu-dit de Rombach-le-Franc, qui, sur le versant occidental du Chalmont est délimité par deux petits ruisseaux, la Grandegoutte et le Nangigoutte appelé aujourd'hui Naugigoutte. Entre Nangi et Nannen, il aurait existé une certaine parenté toponymique. L'abbé L.G. Gloeckler dans son ouvrage intitulé Saint Déodat relate que le saint se serait reposé au sommet du Chalmont avant de rejoindre le val de Villé pour se rendre au monastère de Novientium où il aurait rencontré saint Arbogast et saint Florent, l'apôtre de la vallée de la Bruche. L'ancien évêque de Nevers aurait ainsi parcouru les vallées du Giessen, de la Lièpvrette et de la Weiss pour tenter de convertir les habitants de souche gallo-romaine qui peuplaient alors la région, avant l'arrivée des Alamans. Vers 1441, la vaine pâture, appelée ainsi car il s'agissait de la partie dénudée ou défrichée du Chalmont, est louée à la communauté de Lièpvre pour une période de 70 ans contre une redevance de 38 sols de Strasbourg. Au XVIIe siècle, les habitants de Lièpvre devaient payer tous les ans 25 livres au chapitre de la collégiale Saint-Georges de Nancy pour avoir le droit de vaine pâture au Chalmont. Monsieur V. Kuentzmann, ancien instituteur de Lièpvre, qui a recueilli les légendes et les traditions du val de Lièpvre, nous rapporte que les buriers allumaient parfois un immense brandon au Chalmont, illuminant une partie de la vallée. Les autorités en place ont essayé d'interdire ces immenses brasiers. Un édit du 14 juin 1780 émanant de la chancellerie ducale de Lorraine menaçait de punition sévère ceux qui organisaient ces feux. La coutume bien enracinée dans les mœurs disparut au XIXe siècle.

### Le droit de glandée
En 1499, le droit de glandée est autorisé pour les paysans de Lièpvre pour 9 ans à raison de 3 florins du Rhin par an afin d'y amener les porcs. Vers le XVIIe siècle, les habitants de Lièpvre devaient payer tous les ans au chapitre de Nancy 25 livres pour avoir droit à la vaine pâture au Chalmont, et 36 livres à la communauté de Châtenois dans le Bas-Rhin pour avoir le même droit à Wanzel. On entendait par glandée, panage ou parcours, un droit par lequel on pouvait emmener les porcs dans les pâturages et les forêts. Ils s'y nourrissaient de glands, de faînes, de prunelles sauvages, etc. Cela représentait pour le paysan une économie substantielle qui permettaient de réserver leurs grains à des périodes moins fastes. La forêt du Chalmont était peuplée à une certaine époque de chênes et de hêtres. Il devenait alors l'objet de nombreux litiges, la glandée fut alors réglementée par les autorités ducales. Le droit de glandée ne fut autorisé que pendant certaines périodes où les glands et les faînes étaient en abondance. On exigea aux ayants droit un certain nombre de conditions pour pouvoir amener les porcs dans les forêts. Le droit de glandée fut en vigueur jusque vers l'année 1750, époque où fut introduite par Antoine Parmentier la pomme de terre beaucoup meilleur marché. Ce droit de glandée a perdu de son intérêt depuis l'introduction fin du XVIIIe siècle des fourrages, de la betterave et surtout de la pomme de terre.

### La faune
En 1907, deux loups sont signalés près du Chalmont. Un peu plus tard, ils sont repérés dans le massif de l'Altenberg dans le Val de Villé. Pourtant, le dernier loup a officiellement été tiré en 1880 près de la Hurst à La Vancelle. Mais un peu plus tard, on s'aperçoit grâce au pistage qu'il s'agissait d'un chien-loup qui s'était échappé du domicile de son maître et avait élu domicile près du sommet du Chalmont.

## Accès

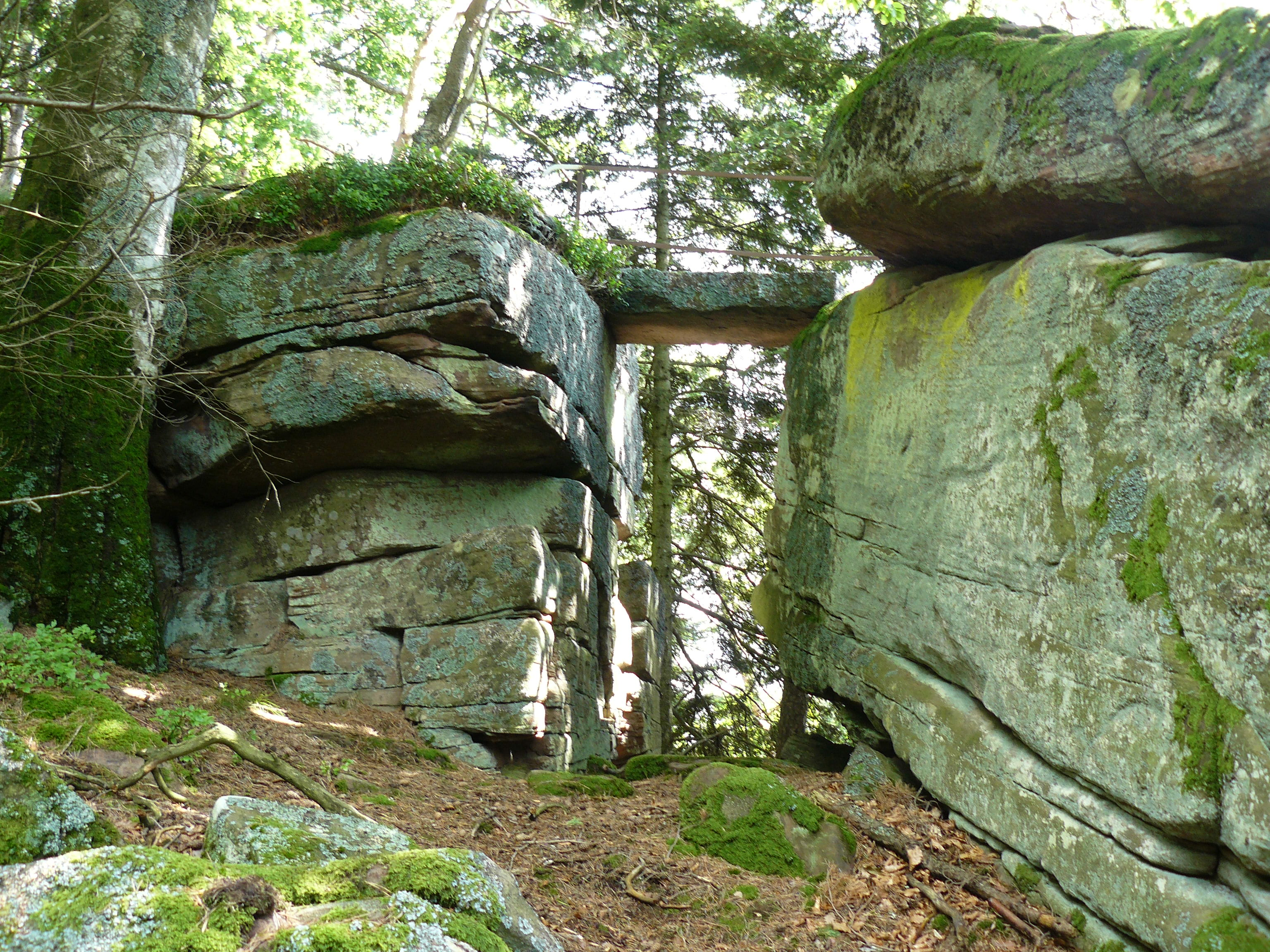
Passage du rocher sommital du Chalmont vue de sa partie inférieure

Il existe plusieurs possibilités pour arriver jusqu'au sommet du Chalmont. La solution la plus simple consiste à se rendre à Lièpvre, et de là prendre la route de Rombach-le-Franc, qui passe devant l'église de l'Assomption. À côté de la petite résidence HLM se trouve un sentier très pentu balisé d'un rectangle orange qui mène jusqu'au sommet. La distance jusqu'au sommet est de 2,8 km. Un autre passage consiste à se rendre jusqu'à Rombach-le-Franc et de prendre la route jusqu'à la Vaurière et de continuer ainsi jusqu'au "Petit Haut". Un sentier partant de cet endroit monte jusqu'au Haut de La Vancelle et mène directement jusqu'à la roche du Chalmont. Ce n'est certes pas le chemin le plus court pour les habitants du Val de Lièpvre, mais pour les habitants du Val de Villé c'est l'accès le plus direct. Il est également possible d'emprunter un large chemin à droite en remontant la Vaurière, à l'endroit ou se croisent les  routes de Grandgoutte et du Chalmont qui a l'avantage d'être moins pentu.  Pour les habitants de Fouchy, on peut se rendre jusqu'au col du même nom et de prendre le sentier qui passe par Prérébois jusqu'au col du Petit Haut. Ensuite il faut prendre le sentier très pentu qui mène jusqu'au Haut de La Vancelle et de là se rendre jusqu'au Chalmont. Un autre sentier partant depuis La Vancelle offre aux randonneurs une autre possibilité de rejoindre le Chalmont par le versant ouest. Cet accès part en contrebas de l'église de La Vancelle d'une longueur de 3 km permet de rejoindre le sommet. Ce sentier est plus agréable et la montée moins pentue. Ce chemin a récemment été aménagé par le Club vosgien de Sélestat et a mobilisé quelques bénévoles pour les travaux d'élagage et de terrassement.

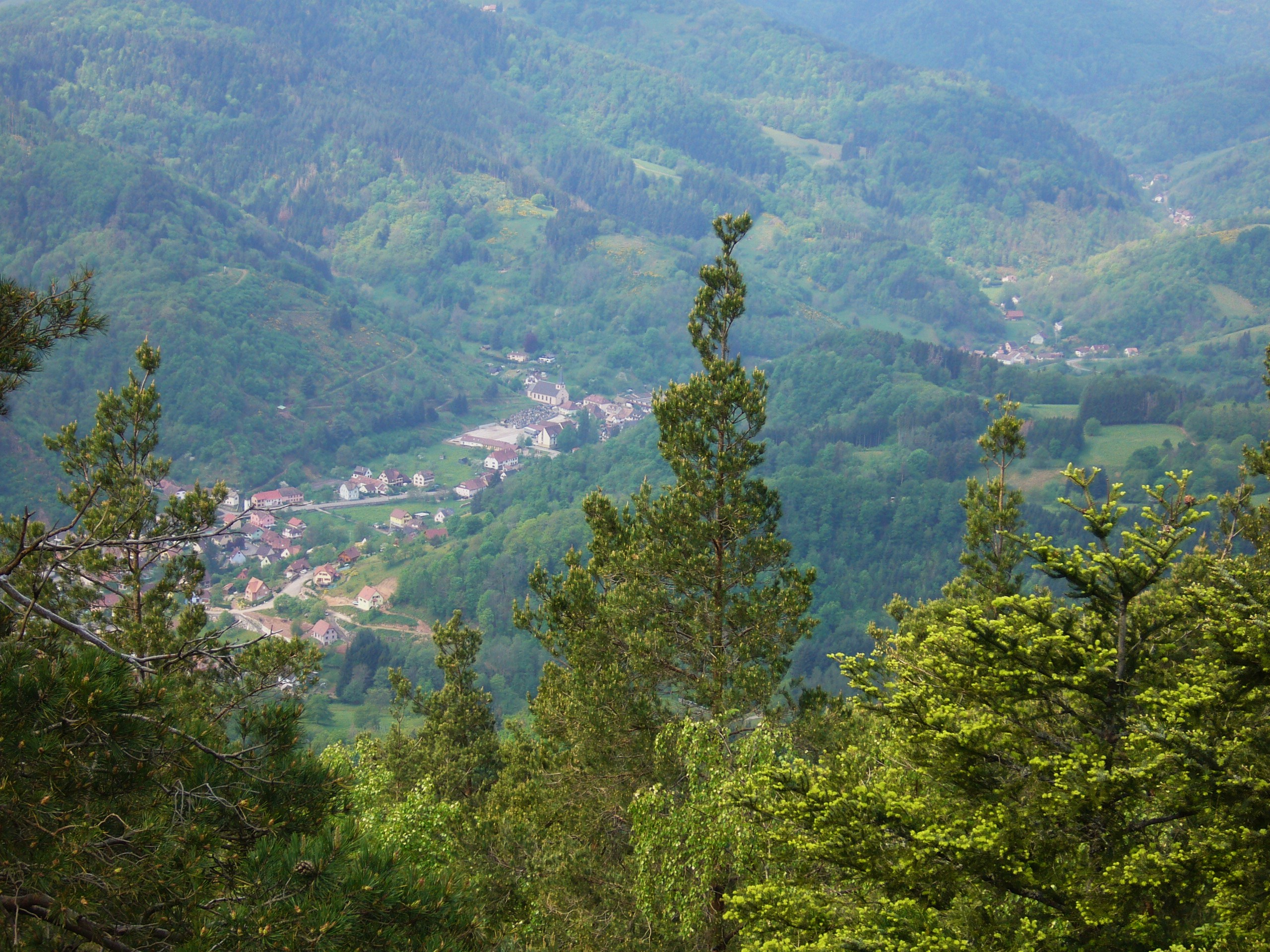
Vue sur le village de Rombach-le-Franc depuis le sommet du Chalmont.
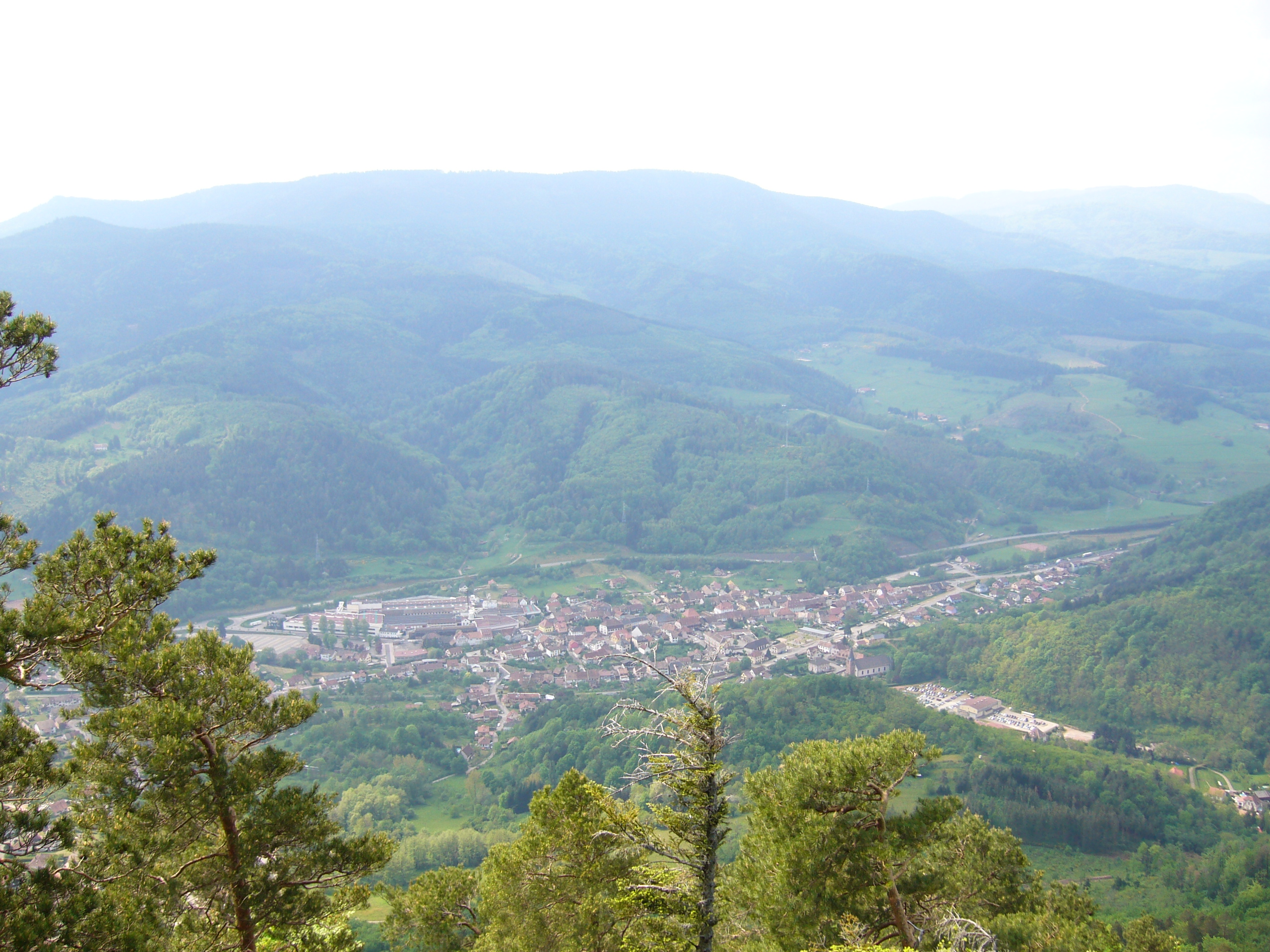
Vue sur le village de Lièpvre depuis le sommet du Chalmont.
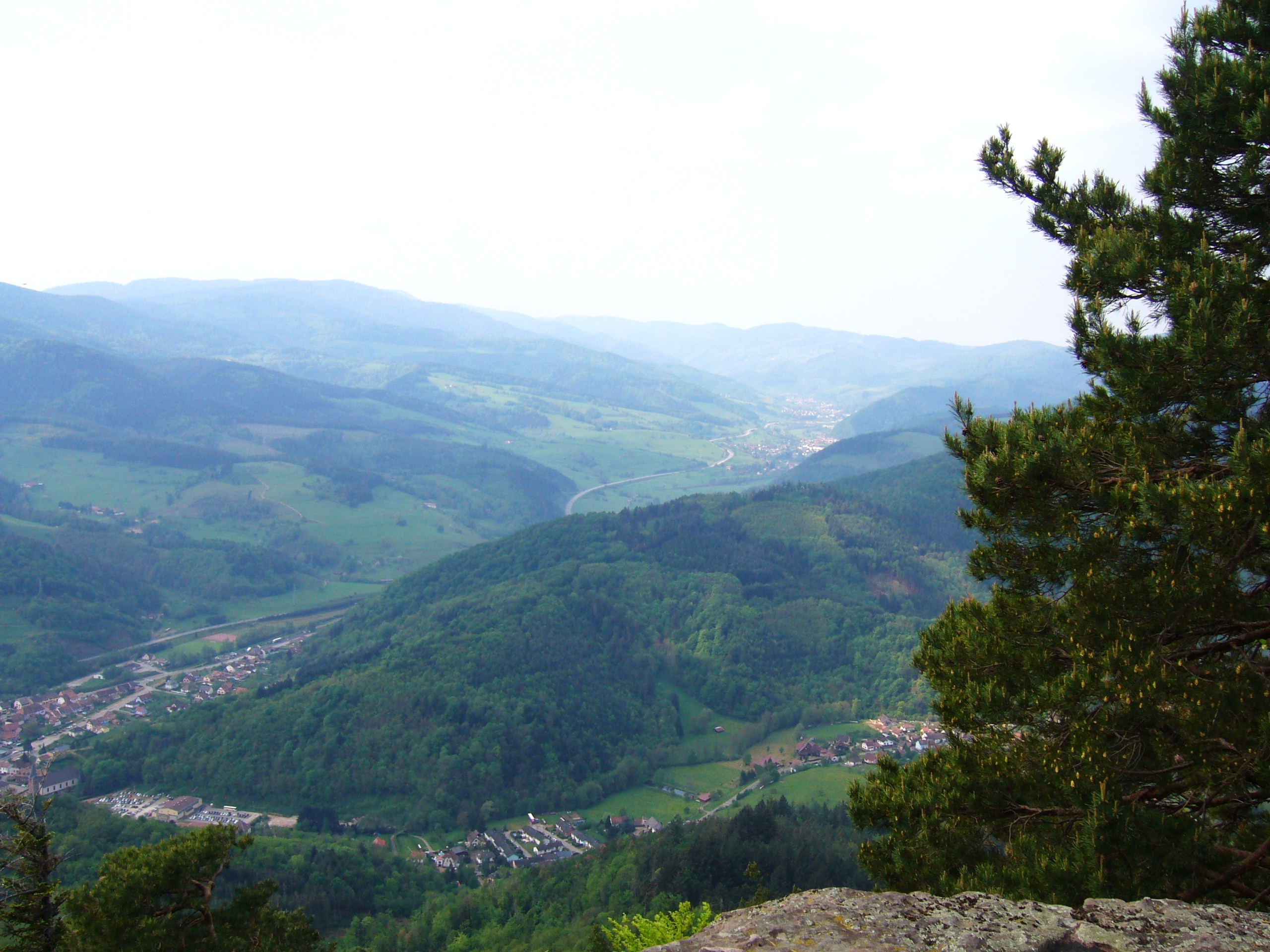
Vue sur la sortie du village de Lièpvre et au loin les villages de Sainte Croix-aux-Mines et Sainte Marie-aux-Mines.
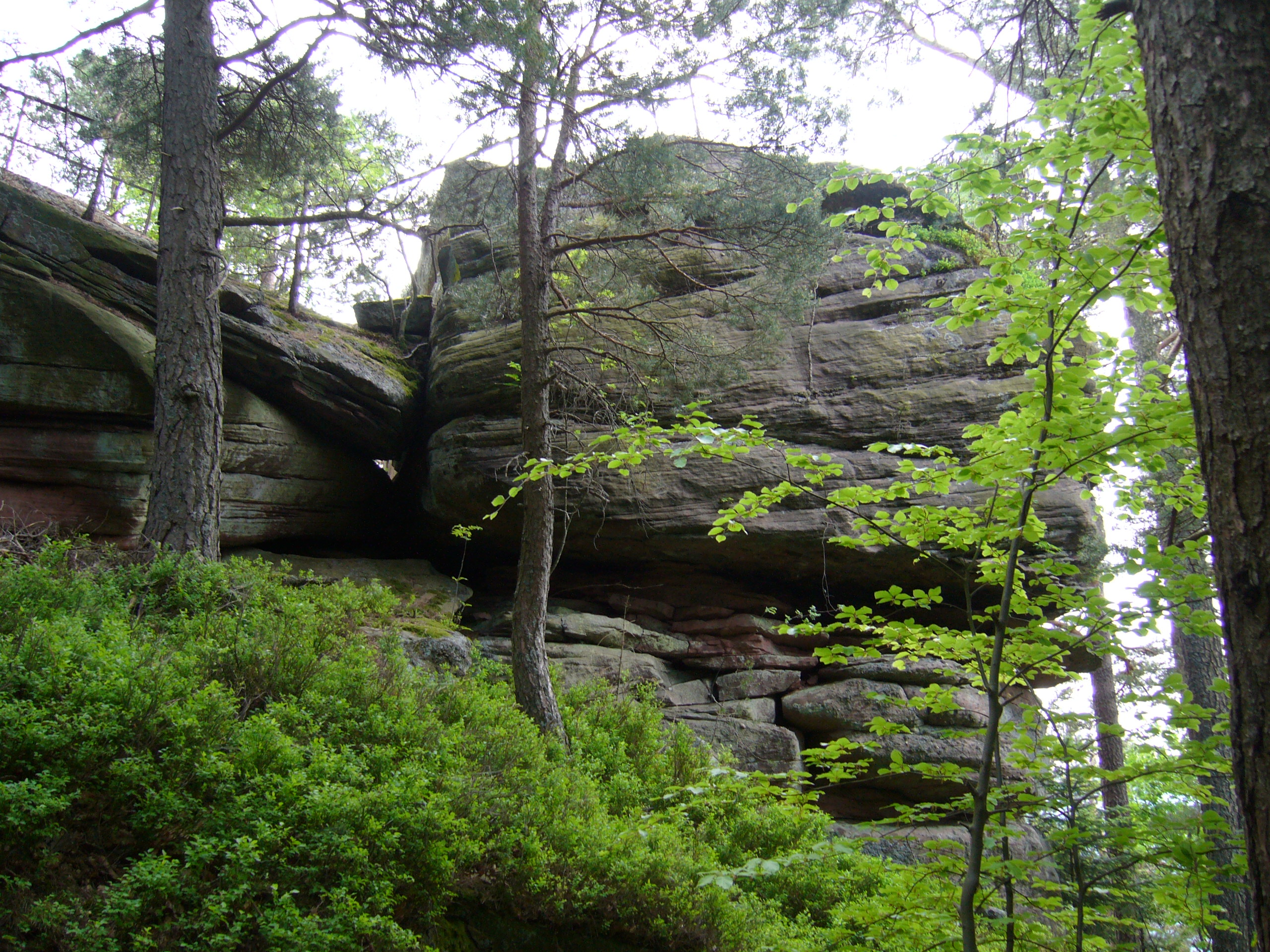
Rocher du Chalmont vue du bas.
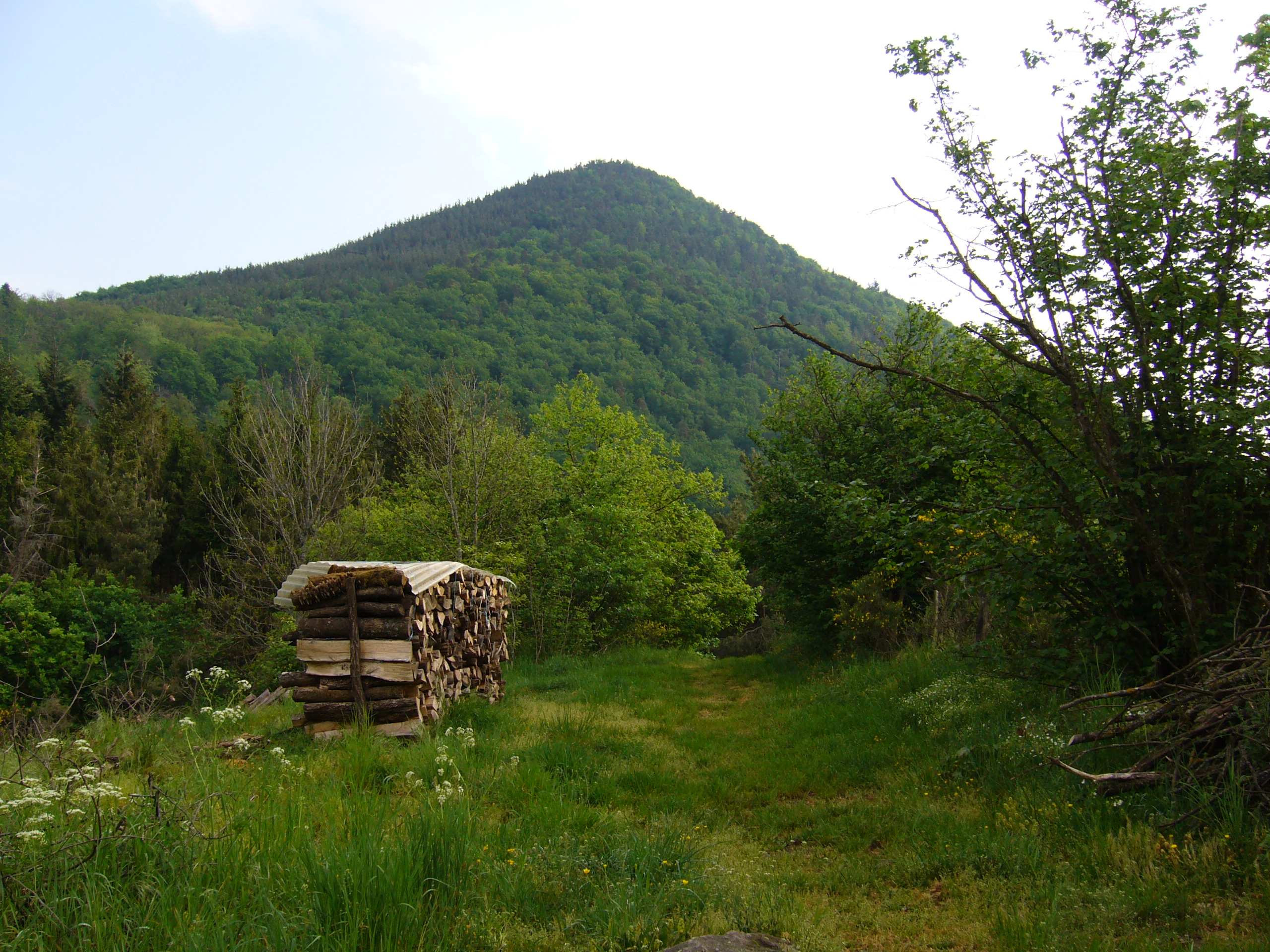
Le Chalmont vue depuis le Kast à Lièpvre.
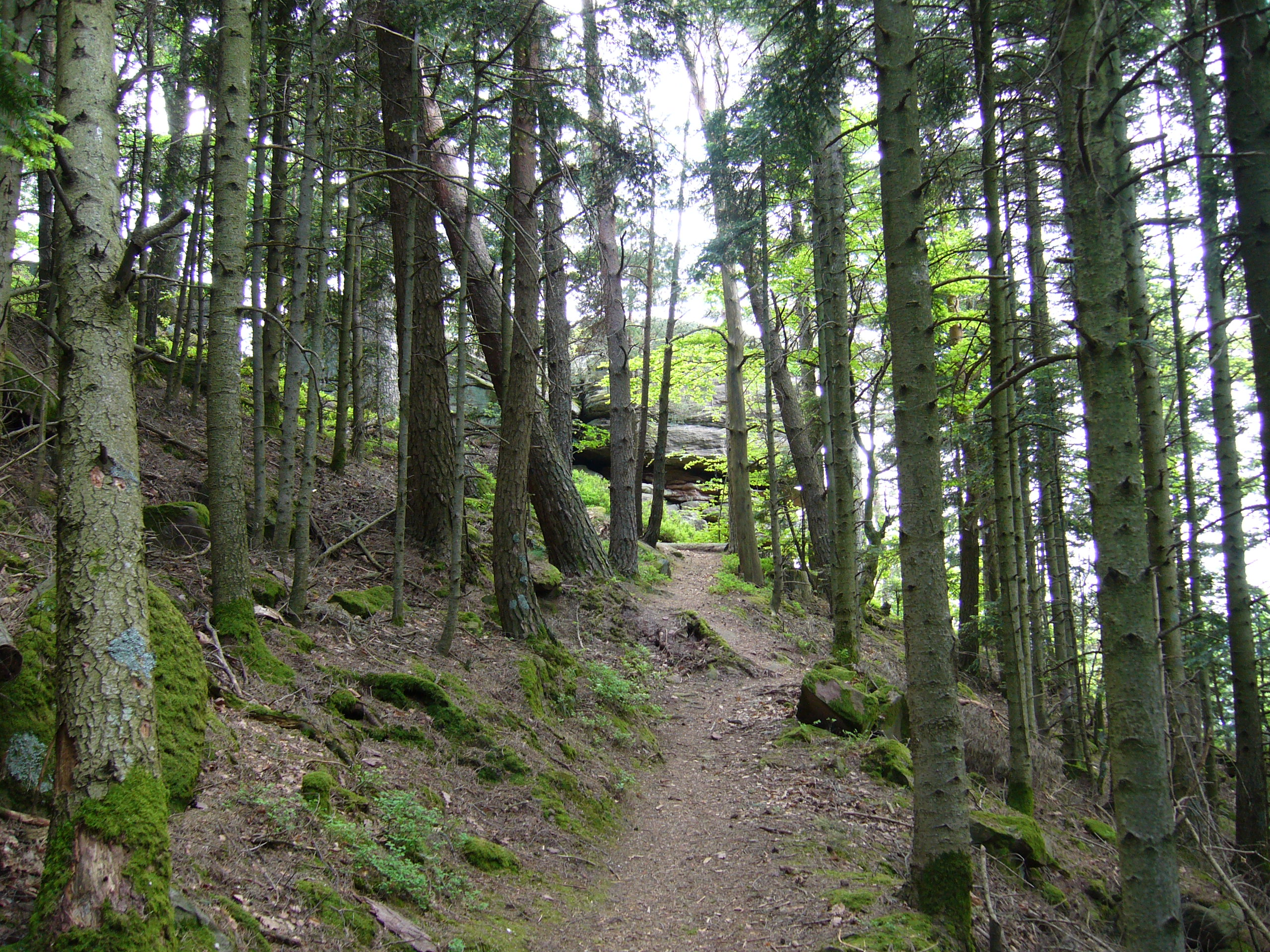
Vue sur le sommet du Chalmont depuis le sentier.

## Légendes

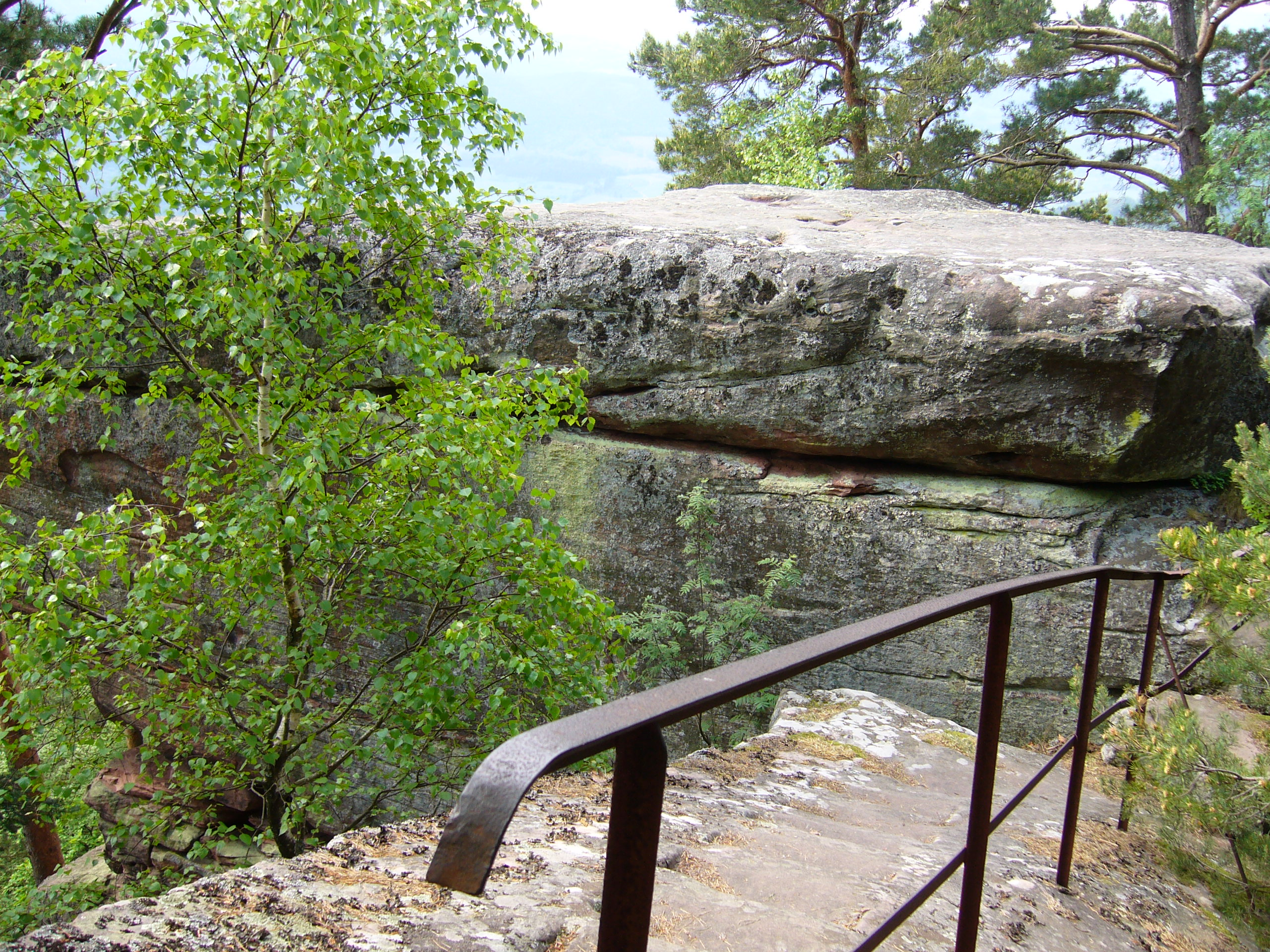
Sommet du Chalmont

Une légende qui circulait dans la vallée de la Lièpvrette au XVIIe siècle affirmait que Charlemagne possédait un château-fort sur la crête du Chalmont, où il aurait dû battre en retraite devant ses ennemis. Il s'y serait souvent reposé sur ce sommet et certains croient encore apercevoir  une empreinte du sabot de son cheval dans la roche. La grosse pierre qui se trouve au sommet du Chalmont était connue sous le nom de pierre de Charlemagne car, affirme la légende, il se serait assis sur cet immense rocher qui domine le village de Lièpvre[réf. souhaitée].
D'après une autre légende, les fées auraient jeté d'une seule portée un pont entre la Roche des Géants (Taennchel) et le Chalmont. Une autre légende qui circulait dans la vallée de la Lièpvrette au Moyen Âge affirmait que l'une des filles de Charlemagne serait enterrée au pied d'un rocher du Chalmont et que son corps reposerait près d'un immense trésor, celui des Francs. Le Chalmont aurait été un des endroits où Charlemagne aimait chasser en compagnie de l'abbé Fulrad et plus tard son fils Louis le Pieux.

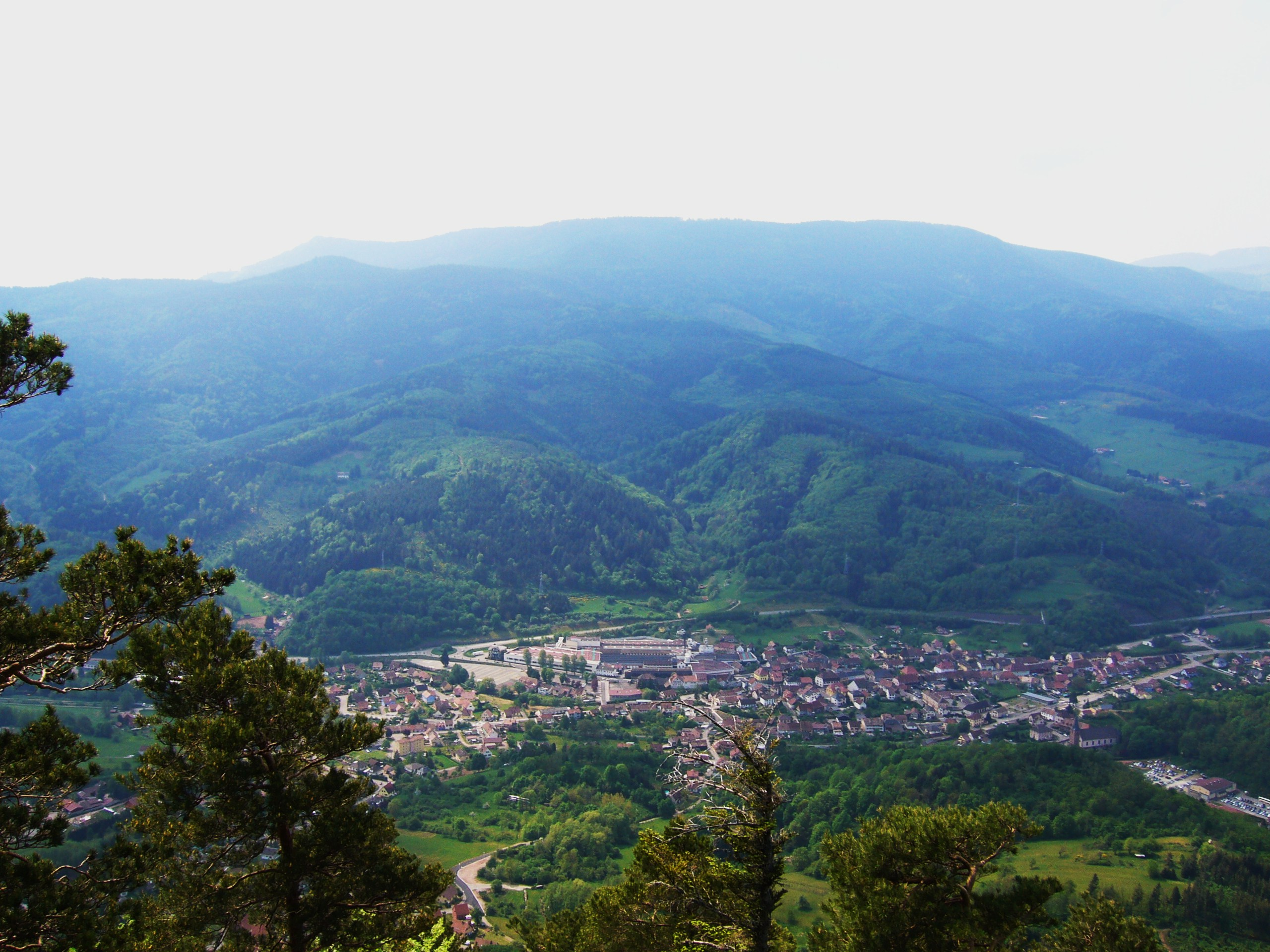
Vue sur Lièpvre depuis le sommet du Chalmont

Une autre légende circulait après la Révolution à Rombach-le-Franc selon laquelle le trésor des Francs se trouverait sur le sommet du Chalmont, sous le sol, à six pas vers le sud, à partir d'un grand sapin. D'après une grand-mère du couple Guy et son épouse Philly, dont la maison se trouvait derrière l'église Sainte-Rosalie à Rombach-le-Franc, le Chalmont renfermait un trésor immense, dont la richesse permettrait d'acheter l'ensemble des habitations de la vallée de la Lièpvrette et du Val de Villé. Mais l'aïeule de préciser, en pointant son index sentencieux : « malheur à la personne qui voudrait s'en emparer ! ». Longtemps après le décès de la grand-mère, Guy et Philly décidèrent d'aller à la chasse de ce trésor. Ils se mirent en route par une nuit d'automne en gravissant la pente rude du Chalmont. En débouchant sur le sommet de cette montagne, ils furent pris d'un pressentiment étrange et menaçant. Pour conjurer le mauvais sort, ils avaient préalablement trempé leurs outils dans l'eau protectrice de la source Sainte-Rosalie. Aussi, pensaient-ils échapper au mauvais sort qui les menaçait. Ils commençaient à creuser près du grand sapin comme leur grand-mère leur avait indiqué. Ils piochaient et pelletaient avec ardeur quand soudain ils rencontrèrent un bloc de rocher. Ils parvinrent à déplacer cette roche quand soudain tout s'effondra, engloutissant les deux fouilleurs pour l'éternité. Les propriétaires de la ferme située derrière l'église Sainte-Rosalie n'étant plus réapparus depuis longtemps, on procéda à la vente publique de leurs biens. Le trésor des Francs demeure encore enfoui dans la montagne près du grand sapin qui a aujourd'hui disparu.
Dans la Gaule ancienne, sur les sommets vosgiens, le culte de Jupiter s'est souvent manifesté. On en trouve quelques traces sur les sommets environnants et le Chalmont n'y a sans doute pas échappé.